# Mathias Wibault
Mathias Wibault est un fondeur français, né le 16 avril 1985 à Bonneville.

## Biographie
Il débute en Coupe du monde en décembre 2008 à La Clusaz. Il marque ses premiers points lors de sa troisième course en décembre 2012, le trente kilomètres de Davos qu'il termine 15e. Ceci reste sa meilleure performance en Coupe du monde.
Il est sélectionné pour les championnats du monde 2013, où il est au mieux 29e au quinze kilomètres individuellement et est 9e au relais.
Aux Jeux mondiaux militaires d'hiver de 2013, il est médaillé de bronze au quinze kilomètres.
Il remporte la Transjurassienne 2014 et court désormais davantage les épreuves marathon de la Worldloppet.

## Palmarès

### Coupe du monde
- Meilleur classement général : 129e en 2012.

### Championnats de France
Champion de France Elite :
- Relais : 2013